# 多米西町
多米西町（ためにしまち）は、愛知県豊橋市の地名。

## 地理
豊橋市東部に位置する。東は多米町・多米中町1丁目、西は多米町、南は北岩田、北は多米町に接する。

### 河川
- 朝倉川[1]

## 歴史

### 人口の変遷
国勢調査による人口および世帯数の推移。
| 1995年（平成7年）  | 635世帯 2115人 |  |
| 2000年（平成12年） | 775世帯 2389人 |  |
| 2005年（平成17年） | 885世帯 2581人 |  |
| 2010年（平成22年） | 950世帯 2624人 |  |
| 2015年（平成27年） | 977世帯 2629人 |  |

### 沿革
- 1983年（昭和58年） - 豊橋市多米町・岩田町・東田町の各一部により、同市多米西町が成立[2]。

## 交通
- 愛知県道豊橋大知波線[1]
- 愛知県道東三河環状線[1]

### WEB
1. ↑  “愛知県豊橋市の町丁・字一覧”.   人口統計ラボ. 2023年4月13日閲覧。
2. ↑  総務省統計局 (2017年1月27日). “平成27年国勢調査の調査結果(e-Stat) - 男女別人口及び世帯数 －町丁・字等” (CSV). 2021年7月21日閲覧。
3. ↑  “愛知県豊橋市の郵便番号一覧”.   日本郵便. 2023年4月13日閲覧。
4. ↑  “市外局番の一覧” (PDF).   総務省 (2022年3月1日). 2022年3月22日閲覧。
5. ↑  総務省統計局 (2014年3月28日). “平成7年国勢調査の調査結果(e-Stat) - 男女別人口及び世帯数 －町丁・字等” (CSV). 2021年7月20日閲覧。
6. ↑  総務省統計局 (2014年5月30日). “平成12年国勢調査の調査結果(e-Stat) - 男女別人口及び世帯数 －町丁・字等” (CSV). 2021年7月20日閲覧。
7. ↑  総務省統計局 (2014年6月27日). “平成17年国勢調査の調査結果(e-Stat) - 男女別人口及び世帯数 －町丁・字等” (CSV). 2021年7月21日閲覧。
8. ↑  総務省統計局 (2012年1月20日). “平成22年国勢調査の調査結果(e-Stat) - 男女別人口及び世帯数 －町丁・字等” (CSV). 2021年7月21日閲覧。
9. ↑  総務省統計局 (2017年1月27日). “平成27年国勢調査の調査結果(e-Stat) - 男女別人口及び世帯数 －町丁・字等” (CSV). 2021年7月21日閲覧。

### 書籍
1. 1 2 3 4 5  「角川日本地名大辞典」編纂委員会 1989, p. 1790.
2. ↑  「角川日本地名大辞典」編纂委員会 1989, p. 816.